# Brave Enough
Brave Enough es el tercer álbum de estudio de la violinista y bailarina estadounidense Lindsey Stirling, publicado independientemente con el sello discográfico Lindseystomp el 19 de agosto de 2016. El álbum contiene colaboraciones especiales con Christina Perri, Carah Faye, Dan + Shay, ZZ Ward, Raja Kumari, Lecrae, Rivers Cuomo, Rooty y Andrew McMahon in the Wilderness. El álbum está compuesto por seis pistas instrumentales y ocho canciones que incluyen pistas vocales.

## Sencillos
El 28 de junio de 2018, "The Arena" se convirtió en el primer sencillo del álbum en ser estrenado, con el video musical siendo publicado ese mismo día.
El 15 de julio, el segundo sencillo, "Something Wild" en colaboración con Andrew McMahon fue publicado y su video musical el 3 de agosto. "Something Wild" fue utilizado para la banda sonora de la película Disney Pete's Dragon.
El 6 de agosto se estrenó el tercer sencillo, "Prism", que fue producido por Robert DeLong.
El cuarto sencillo, "Hold My Heart", fue lanzado el 16 de noviembre de 2016. Kyle Rezzarday, actor de Pretty Dudes, aparece en el vídeo musical del sencillo.
El 6 de marzo de 2017 lanzó su quinto sencillo, "Love's Just a Feeling" en colaboración con Rooty, el video musical fue lanzado el mismo día e incluye cameos de Liev Schreiber, Sarah Jessica Parker, Rachel Bilson y Emilia Clarke.
"The Arena" y "Don't Let This Feeling Fade" (en colaboración con Rivers Cuomo y Lecrae) fueron usados como las canciones oficiales para la Copa de Oro de la Concacaf 2017.

## Recepción comercial
Brave Enough debutó en el número 5 en la lista de éxitos Billboard 200 y acumuló 49 000 ventas en unidades equivalentes a álbum (incluyendo 45 000 ventas tradicionales de álbum) en su primera semana, siendo el segundo álbum de Stirling en alcanzar el Top 10. Esta cantidad fue marcada como la más grande en ventas para un álbum de música electrónica desde el álbum anterior de Stirling, Shatter Me, que vendió 56,000 copias en 2014. El álbum debutó como No. 1 en el Top Classical Albums y Dance/Electronic Albums, siendo su tercer álbum consecutivo en hacerlo en cada uno. Brave Enough ganó el Billboard Music Award para el mejor álbum electrónoco del año en 2017.

## Lista de canciones
Además de las canciones incluidas en esta lista, Stirling envió una canción exclusiva cantada por ella misma titulada "Firefly" para aquellos que obtuvieron Brave Enough en la preventa PledgeMusic.
| Standard edition |                                                                   |                                           |          |  |
| N.º              | Título                                                            | Producer(s)                               | Duración |  |
| 1.               | «Lost Girls»                                                      | AFSHeeN                                   | 4:35     |  |
| 2.               | «Brave Enough» (featuring Christina Perri)                        | Varon                                     | 4:23     |  |
| 3.               | «The Arena»                                                       | RUMORS                                    | 3:52     |  |
| 4.               | «The Phoenix»                                                     | Josh Abraham Oligee Nico Stadi Rock Mafia | 4:04     |  |
| 5.               | «Where Do We Go» (featuring Carah Faye)                           | Abraham Stadi Rock Mafia                  | 4:15     |  |
| 6.               | «Those Days» (featuring Dan + Shay)                               | RUMORS                                    | 3:50     |  |
| 7.               | «Prism»                                                           | DeLong                                    | 3:32     |  |
| 8.               | «Hold My Heart» (featuring ZZ Ward)                               | Goldstein                                 | 3:29     |  |
| 9.               | «Mirage» (featuring Raja Kumari)                                  | Marø                                      | 4:22     |  |
| 10.              | «Don't Let This Feeling Fade» (featuring Rivers Cuomo and Lecrae) | RUMORS                                    | 3:26     |  |
| 11.              | «First Light»                                                     | Gladius                                   | 3:23     |  |
| 12.              | «Love's Just a Feeling» (featuring Rooty)                         | Zedd                                      | 3:49     |  |
| 13.              | «Something Wild» (featuring Andrew McMahon)                       | RUMORS Abraham Stadi                      | 3:44     |  |
| 14.              | «Gavi's Song»                                                     | Anderson                                  | 4:32     |  |

| Edición Deluxe de Target |                    |             |          |  |
| N.º                      | Título             | Producer(s) | Duración |  |
| 15.                      | «Waltz»            | SILAS       | 3:58     |  |
| 16.                      | «Afterglow»        | Vicetone    | 3:38     |  |
| 17.                      | «Powerlines»       | Motte       | 4:42     |  |
| 18.                      | «Forgotten Voyage» | Motte       | 4:00     |  |

| Edición exclusiva en Vinil de Barnes and Noble |            |          |  |
| N.º                                            | Título     | Duración |  |
| 15.                                            | «Activate» | 3:08     |  |

## Gráficos
| Chart (2016)                             | Peak position |
| ---------------------------------------- | ------------- |
| Australia (ARIA)                         | 39            |
| Austria (Ö3 Austria)                     | 5             |
| Bélgica (Ultratop flamenca)              | 39            |
| Bélgica (Ultratop valona)                | 36            |
| Canadá (Billboard Canadian Albums)       | 7             |
| Francia (SNEP)                           | 9             |
| Alemania (Offizielle Top 100)            | 4             |
| Italia (FIMI)                            | 66            |
| New Zealand Heatseekers Albums (RMNZ)    | 2             |
| Polonia (ZPAV)                           | 22            |
| Escocia (Scottish Albums Chart)          | 56            |
| Suiza (Schweizer Hitparade)              | 3             |
| Reino Unido (UK Albums Chart)            | 100           |
| Reino Unido (UK Dance Albums)            | 4             |
| Estados Unidos (Billboard 200)           | 5             |
| Estados Unidos (Top Classical Albums)    | 1             |
| Estados Unidos (Dance/Electronic Albums) | 1             |
| Estados Unidos (Independent Albums)      | 2             |

| Chart (2016)                           | Position |
| -------------------------------------- | -------- |
| US Classical Albums (Billboard)        | 3        |
| US Dance/Electronic Albums (Billboard) | 2        |
| US Independent Albums (Billboard)      | 15       |

| Chart (2017)                           | Position |
| -------------------------------------- | -------- |
| US Classical Albums (Billboard)        | 1        |
| US Dance/Electronic Albums (Billboard) | 19       |
| US Independent Albums (Billboard)      | 38       |

| Chart (2018)                    | Position |
| ------------------------------- | -------- |
| US Classical Albums (Billboard) | 15       |

## Videos musicales
| Título                                | Año  | Director(es)     | Notas |
| ------------------------------------- | ---- | ---------------- | --- |
| "The Arena"                           | 2016 | Austin M. Kerns  | En colaboración con Derek Hough                                                                             |
| "Something Wild"                      | 2016 | Desconocido      | En colaboración con Andrew McMahon Incluye contenido visual de Pete's Dragon                                |
| "Prism"                               | 2016 | Will Kindrick    | Coreografeado por Kyle Hanagami                                                                             |
| "Hold My Heart"                       | 2016 | Sherif Higazy    | En colaboración con ZZ Ward                                                                                 |
| "Love's Just a Feeling"               | 2017 | Lindsey Stirling | En colaboración con Luke Valen, Brett Keating, Travis Leonard, and collaborator Rooty                       |
| "Hold My Heart" (versión alternativa) | 2017 | Alissa Torvinen  | Filmado como un video promocional para HP Sprocket                                                          |
| "Lost Girls"                          | 2017 | Desconocido      | Secuela directa al video musical de "Shatter Me"; Stirling actúa nuevamente como la bailarina de ese video. |
| "Mirage"                              | 2017 | Lindsey Stirling | Coreografeado por Kyle Hanagami y Ashley Gonzales                                                           |
| "First Light"                         | 2018 | Desconocido      | Coreografeado por Ashley Gonzales                                                                           |